# Station Colmar
Station Colmar is een spoorwegstation in de Franse gemeente Colmar. Het station heeft hetzelfde ontwerp als het hoofdstation van Gdańsk in Polen, Station Gdańsk Główny. De gebouwen zijn dus een soort 'tweelingen'.

## Treindienst
| Serie      | Treinsoort | Route | Bijzonderheden                                                                             |
| ---------- | ---------- | --- | ------------------------------------------------------------------------------------------ |
| Ouigo 7690 | TGV (SNCF) | Paris Est – [ Metz-Ville ] / [ Lorraine TGV ] – Strasbourg-Ville | drie treinen per dag                                                                       |
| TGV 9800   | TGV (SNCF) | [ Luxemburg – Thionville – Metz-Ville – Strasbourg-Ville – Colmar – Mulhouse-Ville – Belfort-Montbéliard TGV – Besançon Franche-Comté TGV – Dijon-Ville – Mâcon-Ville – ] / [ Brussel-Zuid – Lille-Europe – Arras – TGV Haute-Picardie – Aéroport Charles-de-Gaulle 2 TGV – [ Champagne-Ardenne TGV – Meuse TGV – Lorraine TGV – Strasbourg-Ville ] / [ Marne-la-Vallée - Chessy – [ Massy TGV – Le Mans – [ Laval – Rennes ] / [ Angers-Saint-Laud – Nantes ] ] / [ Creusot TGV – ] Lyon-Part-Dieu – [ Avignon TGV – Marseille Saint-Charles ] / [ Montpellier-Saint-Roch – Perpignan ] ] | Dagelijkse verbinding met Montpellier en Marseille. Perpignan - Brussel tweemaal per week. |
| TER 96200  | TER (SNCF) | Strasbourg-Ville – Sélestat – Colmar – Mulhouse-Ville – Basel SBB | TER 200                                                                                    |
| TER 831400 | TER (SNCF) | Colmar – Mulhouse-Ville |                                                                                            |
| TER 831500 | TER (SNCF) | Colmar – Munster – Metzeral |                                                                                            |